# Festes-et-Saint-André
Festes-et-Saint-André – miejscowość i gmina we Francji, w regionie Oksytania, w departamencie Aude.
Według danych na rok 1990 gminę zamieszkiwało 201 osób, a gęstość zaludnienia wynosiła 11 osób/km² (wśród 1545 gmin Langwedocji-Roussillon Festes-et-Saint-André plasuje się na 708. miejscu pod względem liczby ludności, natomiast pod względem powierzchni na miejscu 429.).